# Sikawka (Tatry)
Sikawka – wodospad w Dolinie Kościeliskiej w polskich Tatrach Zachodnich. Znajduje się w Skalnistym Żlebku będącym przedłużeniem w górę Żlebu pod Wysranki. Żlebek ten wcięty w stoki Zdziarów Upłaziańskich łączy górną część Żlebu pod Wysranki z Narciarskim Żlebem. Jest to kanion o pionowych, skalistych ścianach z kilkoma progami. Po większych opadach lub podczas roztopów, gdy spływa nim większa woda, na najniższym progu powstaje wodospad Sikawka o wysokości kilkunastu metrów.
Na mapie wojskowej 1:10 000 z 1984 błędnie były oznaczone dwa wodospady: Sikawka I i Sikawka II, jednak błąd ten został naprawiony w następnym wydaniu tej mapy z 1988 r.